# FK Budućnost Banovići
FK Budućnost Banovići – bośniacki klub piłkarski, grający obecnie w Prva liga BiH, mający siedzibę w mieście Banovići, leżącym w kantonie tuzlańskim.
Klub rozgrywa swoje mecze na Stadionie Miejskim w Banovići.

## Sukcesy
- Mistrzostwo Drugiej piłkarskiej ligi Federacji Bośni i Hercegowiny
  - Zwycięstwo (2): 2003/2004, 2009/2010[1]

## Reprezentanci kraju grający w klubie
- Haris Berbic (Reprezentacja Bośni i Hercegowiny U-19)

## Znani piłkarze związani kiedyś z klubem
- Rizah Mešković
- Ajdin Hasić